# 霍普港 (密歇根州)
霍普港（英語：Port Hope）是位於美國密歇根州休倫縣魯比肯鎮區的一個村。

## 人口
根據2020年美國人口普查的數據，霍普港的面積為2.62平方千米，當中陸地面積為2.62平方千米，而水域面積為0.00平方千米。當地共有人口293人，而人口密度為每平方千米111人。